# Anadevidia hebetata
Anadevidia hebetata är en fjärilsart som beskrevs av Butler 1889. Anadevidia hebetata ingår i släktet Anadevidia och familjen nattflyn. Inga underarter finns listade i Catalogue of Life.